# Oberlausitzer Provinzialstände
Die Oberlausitzer Provinzialstände waren die subnationalen Landstände der Oberlausitz im Königreich Sachsen. Ihr Zusammentreten wurde als Oberlausitzer Provinzlandtag bezeichnet.

## Vorgeschichte
In der Oberlausitz bestanden im HRR Landstände, die im Oberlausitzischen Landtag zusammentraten. Das staatsrechtliche Verhältnis der Oberlausitz als böhmisches Lehen unter sächsischer Landeshoheit war im Traditionsrezess geregelt.
Auf dem Wiener Kongress (1815) wurde die Oberlausitz geteilt. Ein Teil fiel an das Königreich Preußen, der der Provinz Schlesien zugeordnet wurde. Um die Rechte der alten Stände dort in neuer reduzierter Form weiterzuführen, wurde dort der Kommunallandtag der Oberlausitz geschaffen. Im sächsischen Teil bestanden die Oberlausitzer Provinzialstände zunächst fort.

## Die Oberlausitzer Partikularverfassung ab 1834
Mit der Sächsischen Verfassung von 1831 kam das Königreich Sachsen seiner Verpflichtung aus § 13 der Deutschen Bundesakte nach, eine landständige Verfassung zu schaffen. Darin wurde der Sächsische Landtag als landesweite Volksvertretung geregelt. Die Rechte der Oberlausitzer Provinzialstände wurden in der Verfassung nicht aufgehoben, sondern bekräftigt. 

„Für das ganze Königreich Sachsen besteht eine allgemeine, in zwei Kammern abgetheilte Ständeversammlung. Neben selbiger wird die besondere Provinzial-Landtagsverfassung in der Oberlausitz und die Kreistagsverfassung in den alten Erblanden, vorbehältlich der in Rücksicht beider nöthig werdenden Modificationen noch ferner fortbestehen.“

In den Folgemonaten kam es zu intensiven Verhandlungen zwischen der Regierung, den Oberlausitzer Provinzialständen und dem Landtag über die konkrete Ausgestaltung dieser Sonderrechte. Diese wurden 1833 in einem Vertrag festgehalten und letztlich in der Oberlausitzer Partikularverfassung vom 17. November 1834 festgeschrieben. Danach mussten alle Gesetze in Sachsen zu ihrer Wirksamkeit zunächst den Oberlausitzer Provinzialständen zur Begutachtung und Zustimmung vorgelegt werden. Daneben hatten die Provinzialstände eine Reihe von Kompetenzen bezüglich der Verwaltung der Oberlausitz und der Verwendung des Vermögens der bisherigen Stände. Auch wirkten sie bei der Bestellung des Amtshauptmanns der Oberlausitz mit.
Die Provinzstände bestanden nun aus folgenden Mitgliedern:
1. Landkreis
  1. den Besitzern der Standesherrschaften, also der Standesherrschaft Königsbrück und der Standesherrschaft Reibersdorf
  2. dem Dekan des Domstiftes St. Petri in Bautzen
  3. dem Klostervogt von Marienstern und Marienthal
  4. den Besitzern landtagsfähiger Rittergüter
  5. 50 Vertretern der Landgemeinden
  6. je einem Vertreter der Landstädte
2. Städte
  1. Je ein Vertreter der Vierstädte (Bautzen, Zittau, Kamenz und Löbau)
  2. sowie jeweils ein Ratsmitglied und ein Stadtverordnetenmitglied aus jeder der vier Städte

Die Oberlausitzer Provinzialstände bestanden bis 1920 und wurden mit der Verfassung des Freistaates Sachsen vom 1. November 1920 aufgehoben:

„Die öffentlich-rechtlichen Sonderrechte, die durch die Provinzial-Landtagsverfassung in der Oberlausitz [...] begründet sind, werden aufgehoben. Die öffentlich-rechtlichen Sonderrechte der Oberlausitzer Standesherrschaften und Rittergüter werden aufgehoben.“

## Vorsitzende
An der Spitze des Landtags stand der Landesälteste
- Heinrich Erdmann August von Thielau (1834–)
- Benno von Nostitz-Wallwitz, sein Stellvertreter, trug den Titel Landesbestallter

Weitere Mitglieder waren: 
- Carl Wilhelm Traugott von Mayer (1836–)
- Hermann von Nostitz-Wallwitz (1851–)
- Benno von Nostitz-Wallwitz